# Martin Allen (Autor)
Martin Allen (* 1958 in Caerphilly, South Wales) ist ein britischer Autor und Geschichtsrevisionist, der sich in seinen Büchern mit dem Zweiten Weltkrieg auseinandersetzt. Während seine Thesen unter Historikern wenig Resonanz erfahren haben, genießen sie in rechtsextremen Kreisen große Popularität.

## Allens Thesen
In seinen Büchern schreibt er über vermeintliche Versuche der Deutschen, während des Zweiten Weltkrieges mit England über einen Frieden zu verhandeln. Dabei sieht er auf britischer Seite eine antideutsche Verschwörung am Werk. Er behauptet, anhand von Archivunterlagen des britischen Außenministeriums herausgefunden zu haben, dass Deutschland bereit gewesen sei, weitreichende Zugeständnisse für einen Frieden zu machen. Die britische Seite habe diese Verhandlungen jedoch nur zum Schein geführt, da sich Winston Churchill, den er als eigentlichen Schuldigen des Zweiten Weltkriegs ausmacht, vom Kriegseintritt der Sowjetunion und der USA die endgültige Vernichtung Deutschlands versprach.
Rudolf Heß wird von Allen zum „Friedensflieger“ stilisiert, der im Mai 1941 im persönlichen Auftrag Hitlers nach Schottland geflogen sei, um einen Frieden mit dem Vereinigten Königreich auszuhandeln. Zuvor soll Adolf Hitler den Briten insgesamt 42 Friedensvorschläge unterbreitet haben. Auch der SS-Reichsführer Heinrich Himmler soll ab 1943 in heimlichem Kontakt mit den Briten gestanden haben. Nach Allens Darstellung handelte es sich bei Himmlers Tod nicht um einen Suizid, sondern um einen Mord durch den britischen Geheimdienst, um zu verhindern, dass Himmler bei seiner Vernehmung durch die Amerikaner die Regierung Churchill mit Aussagen über geheime Friedensverhandlungen belaste, von denen Washington nichts gewusst habe.

## Rezeption
Von Fachleuten werden Allens Bücher nicht ernst genommen.
Quellenkritische, u. a. kriminaltechnische Untersuchungen ergaben, dass Allens Darstellung der Hintergründe des Heß-Flugs auf gefälschten Papieren basiert, die, von Allen oder seiner Frau, in Akten des britischen Nationalarchivs hineinmanipuliert wurden. Ein Schlüsseldokument seines Buchs „Lieber Herr Hitler... : 1939/1940: So wollte der Herzog von Windsor den Frieden retten“ ist ein angeblicher Brief des Herzogs an Hitler, den Allen nach eigener Aussage von seinem Vater Peter Allen geerbt hat, der ihn durch Albert Speer erhalten habe; wie dieser in seinen Besitz gekommen sein soll, wird nicht mitgeteilt. Dieser Brief wird von mehreren Experten als Fälschung erachtet. Auch in diesem Buch werden Papiere im britischen Nationalarchiv als Quellen herangezogen, die durch Untersuchungen von Historikern, Kriminologen und Archivaren als Fälschungen erkannt worden sind. Allens Bücher entsprechen nicht den Standards seriöser Geschichtsschreibung. Sie enthalten zahlreiche falsche Informationen und außerdem Mitteilungen, die auf freier Erfindung beruhen (ein Beispiel: Ein „Helmut Blummenstrauss“, der im Zweiten Weltkrieg an der deutschen Botschaft in Madrid tätig gewesen sein soll und den Allen für sein Himmler-Buch interviewt haben will, hat nach Auskunft des Auswärtigen Amtes nie in dessen Dienst gestanden).
Allens Thesen werden in Deutschland hauptsächlich durch Olaf Rose, Stefan Scheil und Michael Friedrich Vogt vertreten, die bisher keine Widerlegung der Fälschungsvorwürfe vorgelegt haben. Die deutschen Ausgaben seiner Bücher erscheinen im Druffel-Verlag und dem Adoria-Verlag, die dem rechtsextremen Spektrum zugeordnet werden.

## Die gefälschten Dokumente
Zur Untermauerung der in seinen Büchern aufgestellten Behauptungen griff Martin Allen auf eine Reihe von Papieren im Britischen Nationalarchiv zurück, die sich als Fälschungen entpuppten und die mit hoher Wahrscheinlichkeit Allen selbst dort hineingeschmuggelt hatte. Insgesamt wurden 29 falsche Dokumente in 12 Aktenbänden entdeckt und in jedem Fall waren es solche, die ausschließlich von Allen in seinen Büchern verwendet wurden. Zudem zeigte eine Überprüfung der seit 1994 geführten Aufzeichnungen über den Zugriff auf die Akten, dass genau zwei Personen Zugang zu mehr als drei der 12 kompromittierten Bestände gehabt hatten: Martin Allen und seine Ehefrau Jean. Allen selbst leugnet jede Beteiligung und sieht sich selbst als Opfer eines Betruges, entzieht sich aber einer argumentativen Auseinandersetzung mit den Fälschungsvorwürfen.

## Schriften
- Lieber Herr Hitler... : 1939/1940: So wollte der Herzog von Windsor den Frieden retten. Inning am Ammersee: Druffel-Verlag, 2001. (Deutsche Übersetzung von: Hidden Agenda: How the Duke of Windsor Betrayed the Allies, London: Macmillan 2000)
- Churchills Friedensfalle. Das Geheimnis des Heß-Fluges 1941. Stegen: Druffel-Verlag, 2003, ISBN 3-8061-1153-7 (Übers. von The Hitler/Hess Deception: British Intelligence's Best Kept Secret of the Second World War, London: HarperCollins 2003). ISBN 0-00-714118-1. - Neuausgabe 2015 bei Adoria-Verlag, Naunhof, ISBN 978-3-944951-20-1. (Entgegen der Verlags-Angabe „korrigierte, komplett überarbeitete Auflage“ ist außer dem Einband nur sehr wenig verändert).
- Das Himmler-Komplott 1943–1945. Die geheimen Friedensverhandlungen des Reichsführers SS mit den Briten und die mysteriösen Umstände seines Todes. Stegen am Ammersee: Druffel & Vowinckel-Verlag, 2005, ISBN 3-8061-1175-8. (Übers. von Himmler's Secret War: The Covert Peace Negotiations of Heinrich Himmler, London: Chrysalis Books 2005)